# Calystegia peirsonii
Calystegia peirsonii är en vindeväxtart som först beskrevs av LeRoy Abrams, och fick sitt nu gällande namn av Richard Kenneth Brummitt. Calystegia peirsonii ingår i släktet snårvindor, och familjen vindeväxter. Inga underarter finns listade i Catalogue of Life.

## Bildgalleri

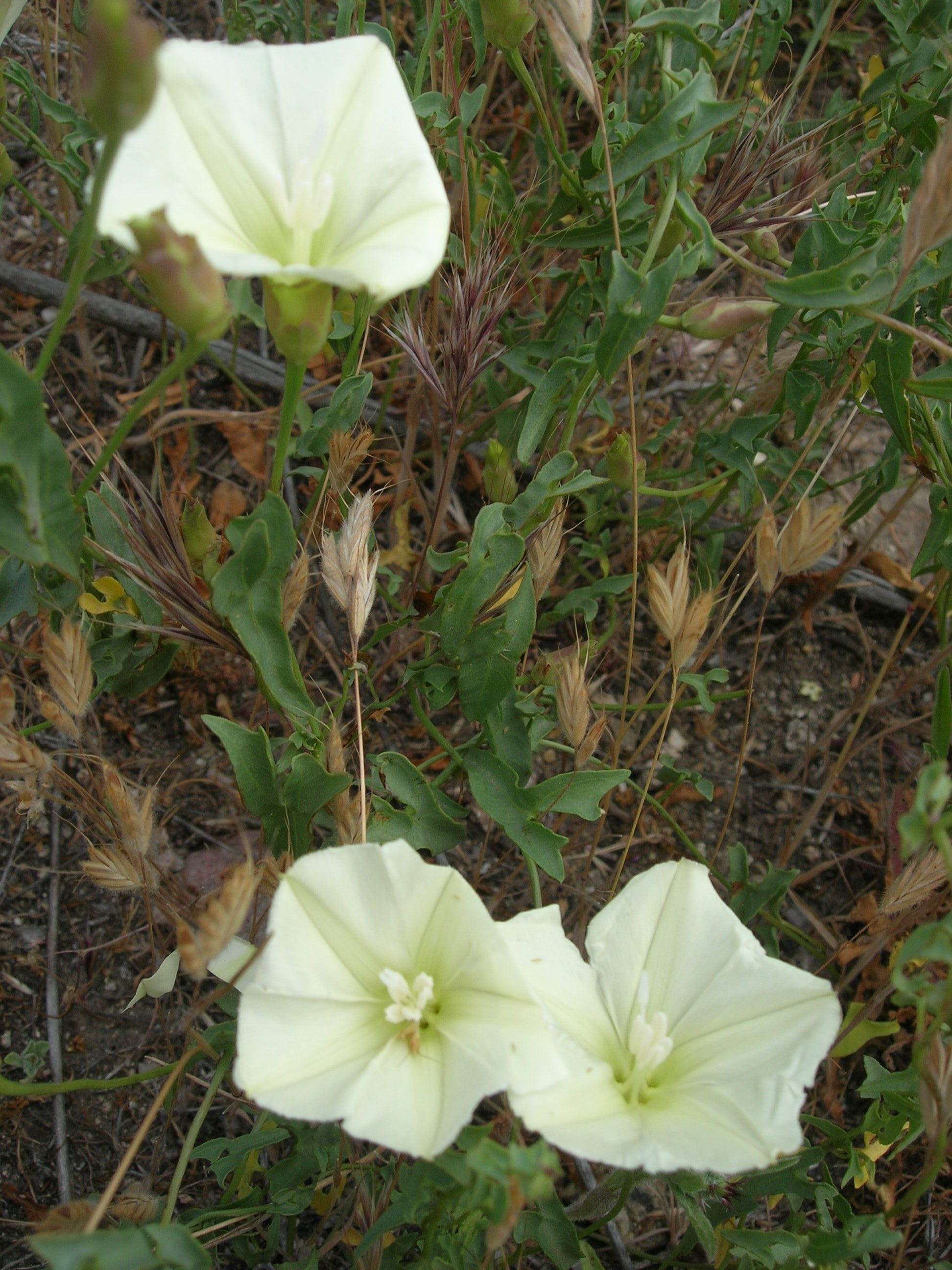